# Mohieddine Klibi
Pour les articles homonymes, voir Klibi.
Mohieddine Klibi, né en 1901 à Tunis et décédé en 1954, est un homme politique tunisien. Il est l'un des pionniers du mouvement national tunisien auquel il prend part des années 1920 à sa mort.

## Biographie
Issu d'une famille originaire de la ville de Tunis, il devient journaliste après des études inachevées à l'Université Zitouna. Il est l'un des fondateurs en 1920 du parti du Destour, aux côtés d'Abdelaziz Thâalbi, et collabore à son journal El Irada. Il s'opposera à Habib Bourguiba, qui fait scission pour fonder le Néo-Destour et l'évince du Comité de défense de l'Afrique du Nord.
Il est l'oncle de Chedli Klibi, ancien ministre tunisien et ancien secrétaire général de la Ligue arabe.